# Augustyn (Labardakis)
Augustyn, imię świeckie Jeorjos Labardakis (ur. 7 lutego 1938 w Wukolies) – grecki duchowny prawosławny, od 1980 metropolita Niemiec Patriarchatu Konstantynopolitańskiego.

## Życiorys
Święcenia prezbiteratu przyjął w 1964 r. 26 marca 1972 otrzymał chirotonię biskupią. Od roku 1980 jest metropolitą Niemiec.
W czerwcu 2016 r. uczestniczył w Soborze Wszechprawosławnym na Krecie.